# Hawksworth (Nottinghamshire)
Pour les articles homonymes, voir Hawksworth.
Hawksworth est une paroisse civile et un village du Nottinghamshire, en Angleterre.